# Paedobisium moldavicum
Espèce
Paedobisium moldavicum est une espèce de pseudoscorpions de la famille des Neobisiidae.

## Distribution
Cette espèce est endémique de Roumanie. Elle se rencontre dans le massif Repedea.

## Étymologie
Son nom d'espèce lui a été donné en référence au lieu de sa découverte, la Moldavie.

## Publication originale
- Cîrdei, Bulimar & Malcoci, 1967 : Contributii la studiul pseudoscorpionidelor (ord. Pseudoscorpionidea) din Moldova (Masivul Repedea). Anale Stiintifice, Universitatii 'Al I Cuza' (Series Noua) (2) Biol, vol. 13, p. 237-242.